# يونس بن حبيب
يونس بن حبيب النحوي (94 - 182هـ / 713 - 798 م) هو أديب نحوي ، من أهل البصرة.
هو يونس بن حبيب الضبي بالولاء، أبو عبد الرحمن، ويعرف بالنحوي. ولد ببلدة جبل (بفتح الجيم وضم الباء المشددة) بالعراق. أخذ عن حماد بن سلمة وأبو عمرو البصري
والأخفش الأكبر. من تلامذته سيبويه وعلي بن حمزة الكسائي ويحيى بن زياد الفراء وأبو عبيدة معمر بن المثنى.
من آثاره: «معاني القرآن»، و«اللغات»، و «النوادر»، و «الأمثال». توفي عن ثمان وثمانين سنة، وذلك سنة 182 هـ / 798 م، وقيل سنة 152 هـ / 769 م.